# Gastronomía de Navarra

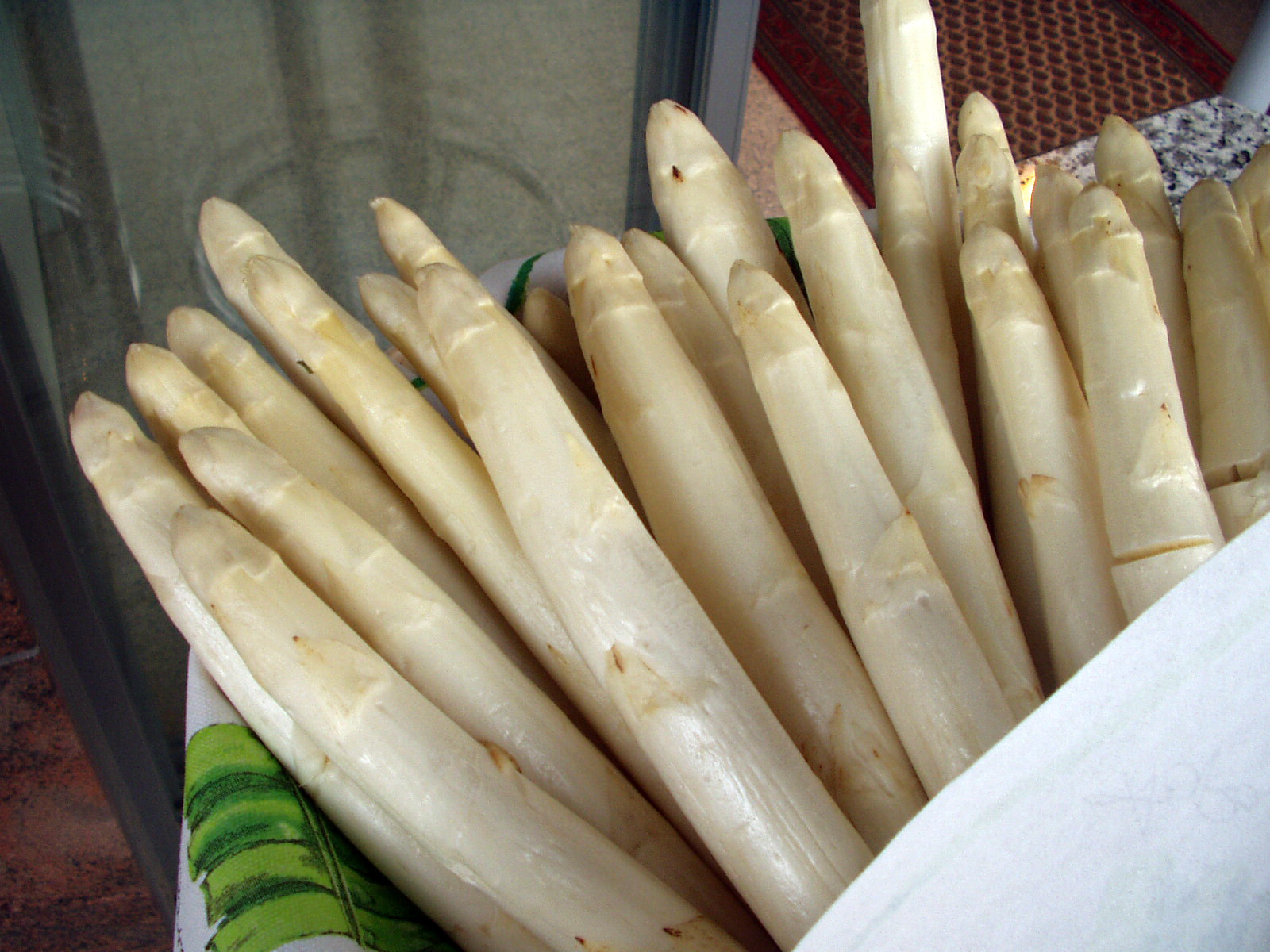
Los espárragos han sido uno de los productos vegetales más identificativos de la comunidad foral de Navarra.

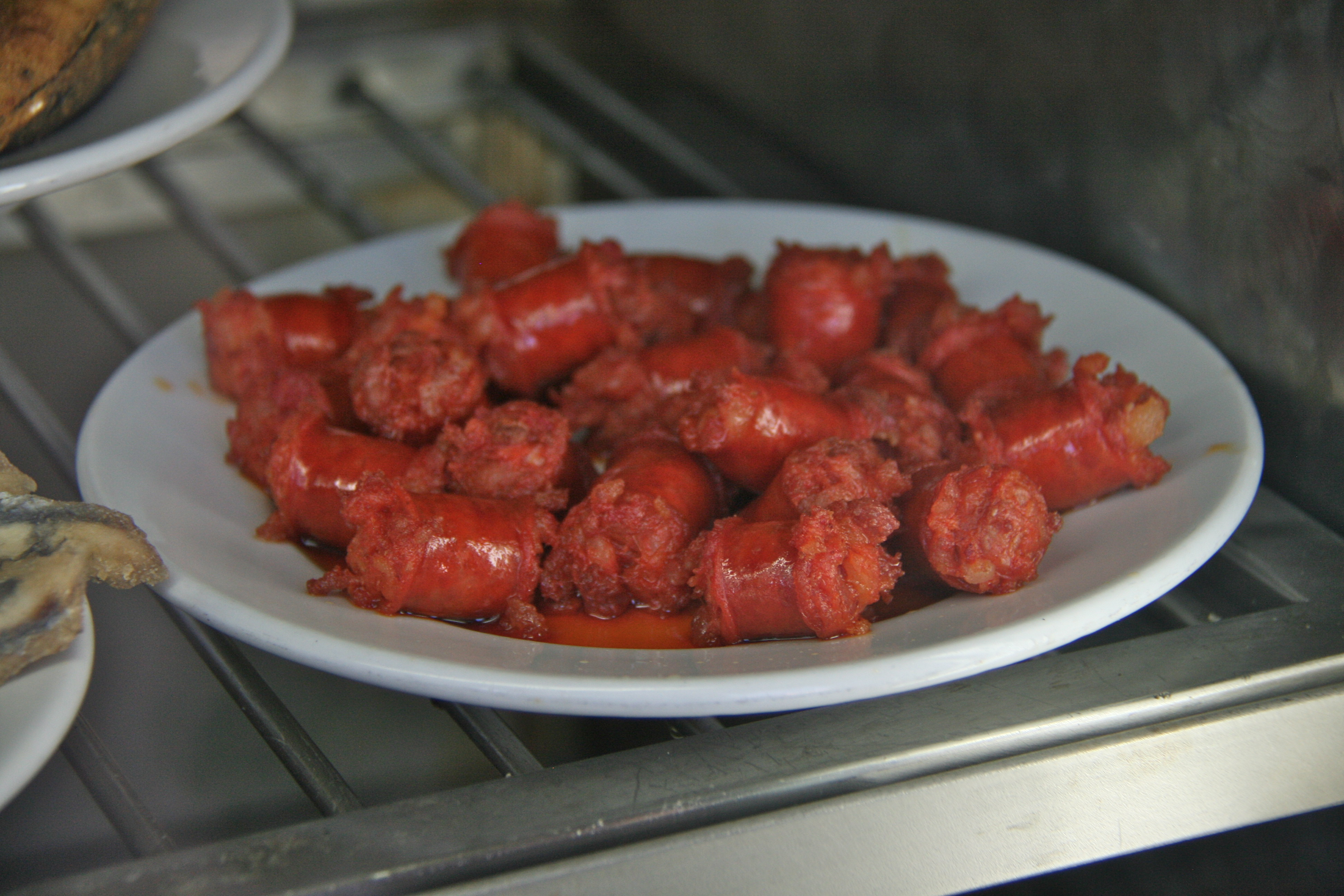
La chistorra y el chorizo de Pamplona son dos ejemplos de embutidos de cerdo procedente de Navarra.

La gastronomía de Navarra, a pesar de las influencias que ha recibido durante siglos de las cocinas vasca, riojana y aragonesa, ha logrado hacerse con una personalidad propia. Dichas influencias se aprecian en mayor medida en las zonas fronterizas de la comunidad: al norte con los Pirineos y al sur con multitud de valles y grandes masas arboladas que acceden a otras regiones limítrofes. Durante el siglo XX se ha realizado un esfuerzo por lograr que algunos productos cultivados en la comunidad foral posean una denominación de origen propia, tales como son los productos cultivados en las huertas navarras: espárragos, pimientos, alcachofas; y las carnes como algunas razas bovinas de origen pirenaico. Así como la elaboración de productos como los quesos, la chacinería, los vinos y licores de endrinas. 
Analizando las influencias existentes en la cocina navarra por productos, concretamente la zona del norte de Navarra se puede ver que comparte ciertas influencias con la cocina del País Vasco (territorio con el que comparte vinculación cultural histórica) platos, ingredientes y productos como el queso de Idiazábal, la sidra, la goxua. Mientras tanto, la gastronomía del sur de la comunidad foral, con una cultura vinculada tradicionalmente con las de las otras comunidades del valle medio del Ebro (La Rioja y Aragón) comparte con las cocinas de dichos territorios platos, ingredientes y productos como la menestra de verduras, el zurracapote (cóctel con vino) o los productos de la huerta como son los espárragos. Entre las costumbres culinarias que pueden encontrarse en la comunidad foral se cuenta con la afición por las sociedades gastronómicas, y la elaboración de pintxos.
Cabe destacar también que Navarra ha sido el camino pirenaico de la ruta jacobea (camino navarro), y por tanto lugar de tránsito e influencia con Francia. La cocina navarra posee tradición documentada desde la Antigüedad. Desde finales del siglo XX ha ido cobrado fama la cocina de miniatura, cuyo mayor exponente son los pinchos. Dentro de los ingredientes característicos de esta gastronomía se encuentra la producción vitivinícola, que suele emplear la uva garnacha.

## Historia
Suele aludirse al Codex Calixtinus del siglo XII como primera guía para conocer la cocina navarra. Los productos lácteos tienen su eco ya en los periodos más primitivos de la comunidad, de esta forma aparecen ya recipientes en los restos arqueológicos en los que figuran recipientes para la elaboración de cuajadas y requesones.
La historia de Navarra da muestras a lo largo del tiempo con Francia y esto puede dar explicación del parentesco entre la cocina navarra y la cocina bearnesa. Se puede ver que la sopa de potaje de coles navarra es muy similar a la garbure de Bearne, existiendo otras similitudes en los potajes de acelgas, espinacas, acederas (Rumex acetosa) y demás. El estudioso de la gastronomía Víctor Manuel Sarobe Pueyo estudió un manuscrito conventual datado en el siglo XVIII firmado por el pseudónimo Antonio Salsete. Algunas recetas se popularizan durante las Guerras Carlistas como es el caso de las sopas de sartén.
A finales del siglo XX la cocina navarra es profusamente investigada desde puntos de vistas históricos y etnográficos. Surgen estudios que muestran una identidad propia, así unas influencias muy definidas.

## Ingredientes

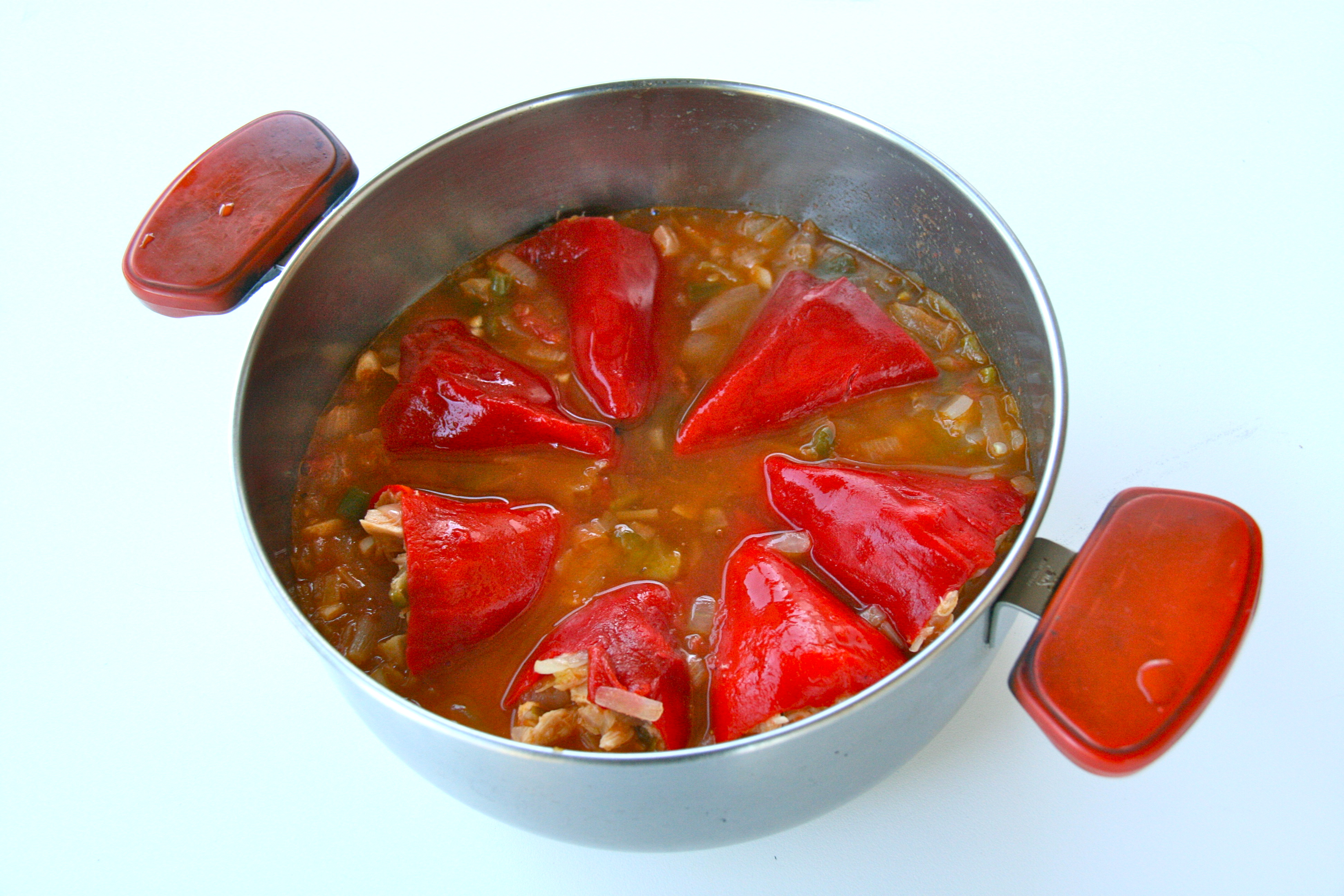
Pimientos del Piquillo rellenos en preparación.

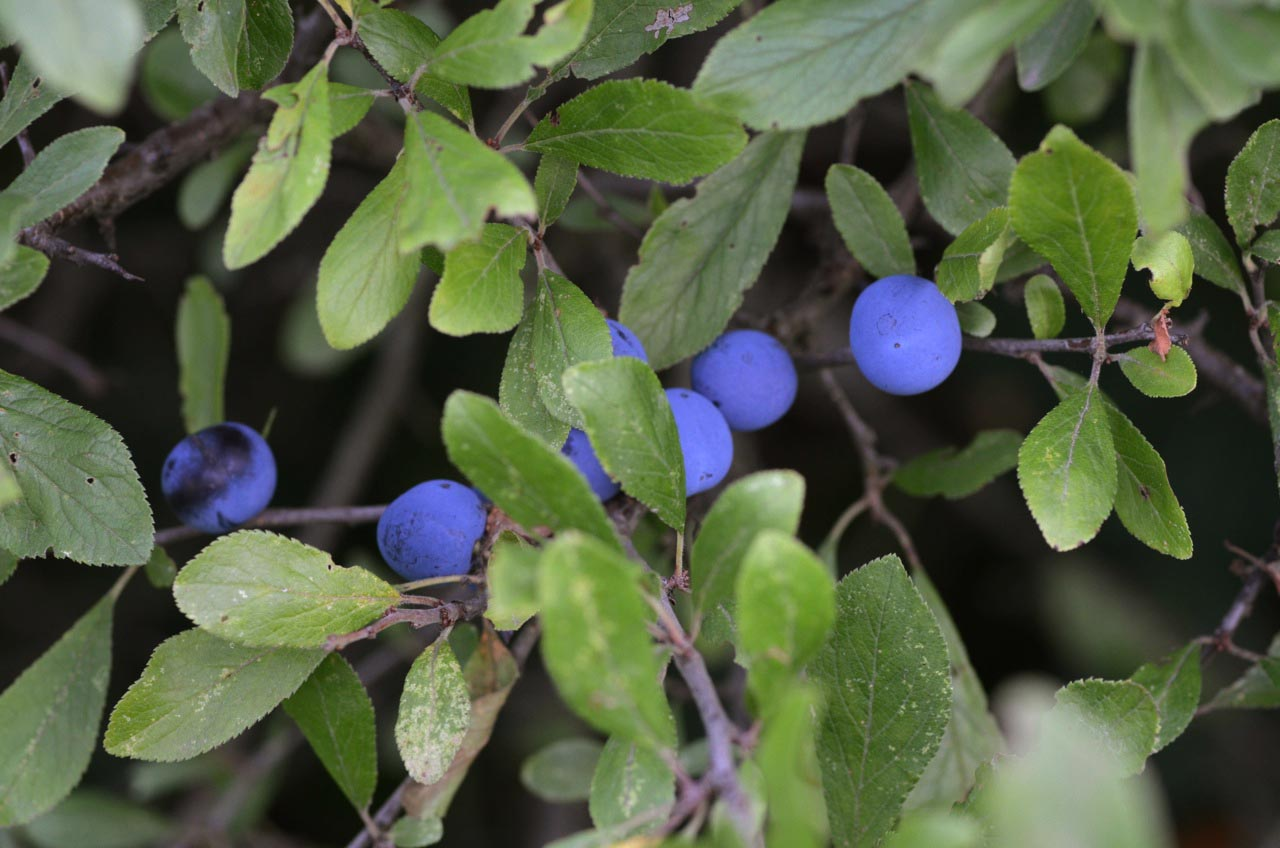
Endrinos (Prunus spinosa) maduros para ser recolectados y elaborar el Patxarán.

Los ingredientes culinarios que posee Navarra abarcan desde las carnes de ganadería cuidadas en sus pastos, pasando por la variedad de caza (mayor y menor) hasta los productos vegetales procedentes de la producción hortofrutícola de regadío, algunos de ellos con denominación de origen. Las setas son populares en los periodos otoñales (y primaverales), y pueden encontrarse en varias preparaciones culinarias navarras.

### Carnes y pescados
Entre las carnes se tiene el cerdo, que participa en embutidos como el chorizo de Pamplona, en las chuletas a la navarra o las magras a la navarra y a la pamplonesa. Uno de los embutidos más típicos de Navarra es la chistorra, que se trata de un chorizo con un calibre menor del habitual. El asado de Gorrín (cochinillo asado) es popular en algunas poblaciones navarras. El cordero de Navarra posee la Indicación Geográfica que protege a los corderos procedentes de las razas Navarra y Lacha en pureza. De esta carne de cordero se elaboran platos como el cochifrito navarro y los chilindrones (influencia de la cocina aragonesa), elaborados con ternera o cerdo. Existen igualmente los famosos estofados de toro procedentes de los encierros de julio en la ciudad de Pamplona. La carne de ternera se encuentra bajo indicación geográfica protegida (Ternera de Navarra/Nafarroako Aratxea). Con la carne de ternera se pueden elaborar redondos, asados, etc. Un plato de carne en Navarra es, por definición, de ternera.
Son muy tradicionales en la cocina navarra los platos que emplean cualquier elemento de caza. La abundancia de caza que existía en Navarra determinaba una cantidad de platos que han conformado su gastronomía con el devenir de los años. La caza mayor produce platos como estofados de jabalí y venado. La caza de aves (caza menor) es muy popular. Las torcaces y tórtolas son habituales, y en los campos de cereales las codornices. Son famosas 'las palomas de Echalar' o las perdices al chocolate (y platos similares con otras aves), siendo no obstante igual de habitual el conejo o la liebre (pastel de liebre).
Los platos de pescado pueden dividirse en aquellos que emplea el producto procedente de los ríos del interior, como es el caso de la trucha a la navarra, rellenas de jamón. De entre los pescados de mar es famoso el bacalao al ajo arriero, la merluza a la navarra que popularizara en los años setenta el chef Jesús Rodero. Pescado que aparece en diversas preparaciones navarras fruto de la influencia culinaria del vecino del norte. Igual que la merluza, entre las que se encuentra la merluza a la vasca.

### Verduras y hortalizas
La cocina Navarra posee varias denominaciones protegidas y de origen entre sus productos hortofrutícolas. Entre las múltiples hortalizas y verduras se encuentran los espárragos de Navarra que poseen un Consejo Regulador de la Denominación Espárrago de Navarra ( recogida en campañas de mayo-junio)), del que se dedica gran parte de la producción a la conserva; los cogollos de Tudela, servidos en una ensalada con tiras de anchoas; el pimiento del piquillo de Lodosa y la alcachofa de Tudela. Estas verduras navarras participan en diversas preparaciones culinarias. Entre las legumbres, las habas aparecen en platos como las habas a la navarra y preparaciones como el cocido tudelano elaborado con pochas, chorizo y morcilla que se llega a caracterizar por su escaso caldo. Son famosas las pochas de Sangüesa (judías a medio secar en sus vainas, que se desgranan poco antes de condimentarlas).
En el suroeste de Navarra se encuentra la cuna de los pimientos del piquillo. El certificado de la Denominación de Origen: Pimiento del Piquillo de Lodosa, la conserva de frutos enteros de las categorías Extra y Primera de la variedad Piquillo, cultivados y elaborados en los ocho municipios amparados por el Reglamento que certifica las denominaciones de origen (Andosilla, Azagra, Cárcar, Lerín, Lodosa, Mendavia, San Adrián y Sartaguda). Con este ingrediente se puede elaborar un conjunto de platos, generalmente empleados como acompañamiento ya que combinan con pescados como el atún y el bacalao, por ejemplo, o con arroz y patatas. También Navarra es zona de frutales, se producen ciruelas y melocotones.

### Lácteos

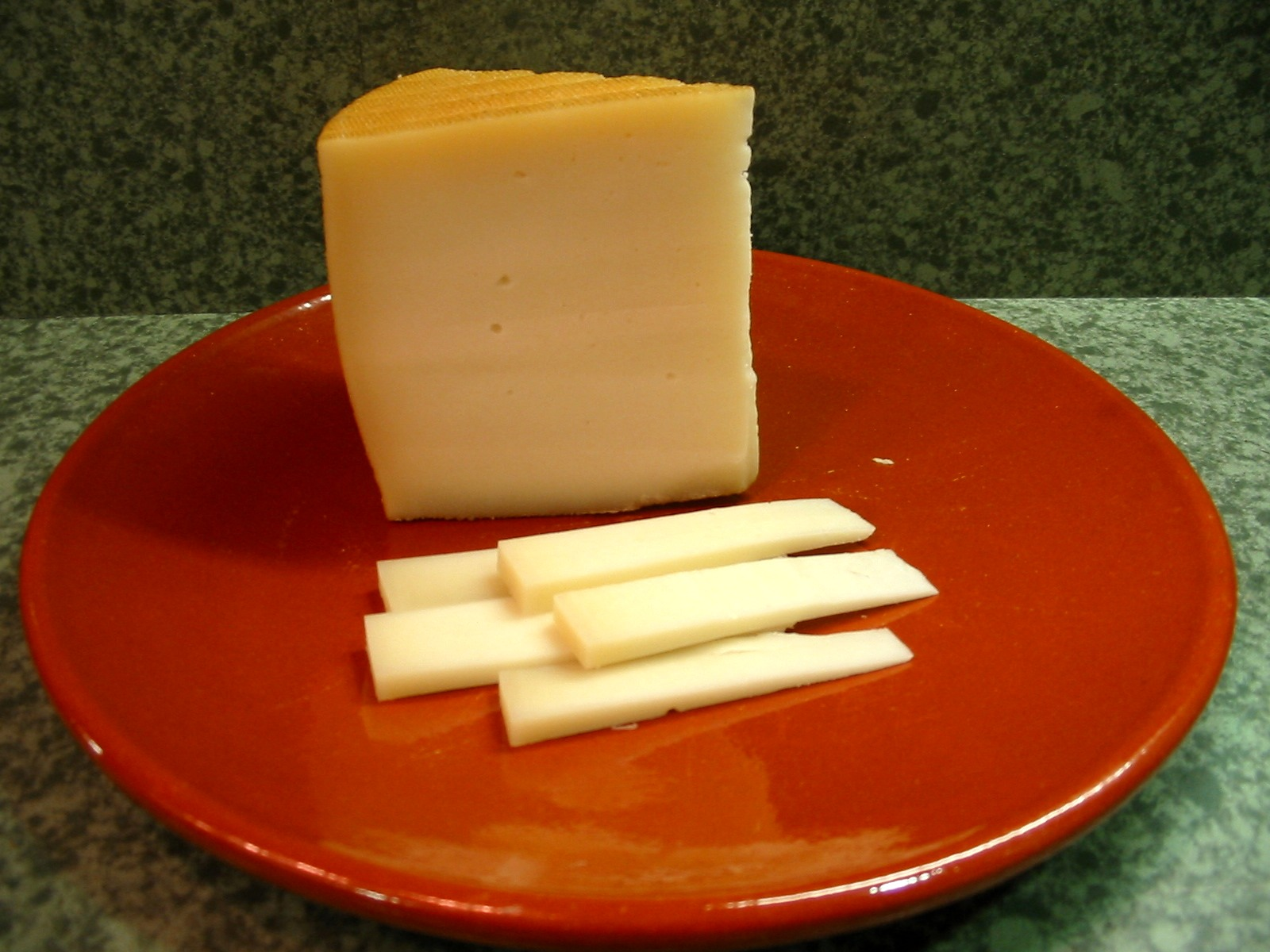
Queso Idiazábal.

La cocina navarra se beneficia de una oferta de quesos, generalmente elaborados frescos. Los quesos de Navarra son uno de los principales valores gastronómicos que ha exportado la Comunidad. Destacan desde el siglo XX especialmente 'los quesos de Roncal e Idiazábal'. Ambos gozan del reconocimiento de una Denominación de Origen. En la Mancomunidad del Valle del Roncal se elabora entre los meses de diciembre a julio el queso de Roncal. Se emplea leche cruda de oveja latxa y de oveja rasa. La oveja navarra es propia de casi todas las zonas de pastoreo de Navarra excepto la parte cantábrica, donde se encuentra la oveja latxa. Para preparar el queso se utiliza leche de bajo índice de acidez y sin pasteurizar, y solo se emplea sal y cuajada. Cuando la leche ha cuajado, se practican diversos cortes para separar la cuajada del suero de leche. Entonces se deja escurrir la cuajada y se procede a compactar. Una vez que se tiene la consistencia y forma adecuadas se corta en varios bloques. Después se pasa al proceso de prensado y de ahí a la salmuera densa y fresca. Finalmente, tras un breve período de tiempo en el que se deja orear, hay que esperar como mínimo cuatro meses antes de que el queso esté lo suficientemente maduro para ser puesto a la venta. Por su parte, para elaborar el queso de Idiazábal, que debe superar una maduración mínima de tres meses, se sigue un proceso similar y se emplea leche de la oveja latxa y la carranzana.
Dentro de los lácteos se encuentra igualmente la cuajada, elaborada con leche de oveja. Deben mencionarse también los preparados de huevo, entre los que se encuentran los huevos al estilo del Roncal (preparados al horno con chorizo), de la misma forma las tortillas con setas y los diferentes revueltos. Las preparaciones con setas son muy habituales de los platos de temporada otoñal.

## Preparaciones

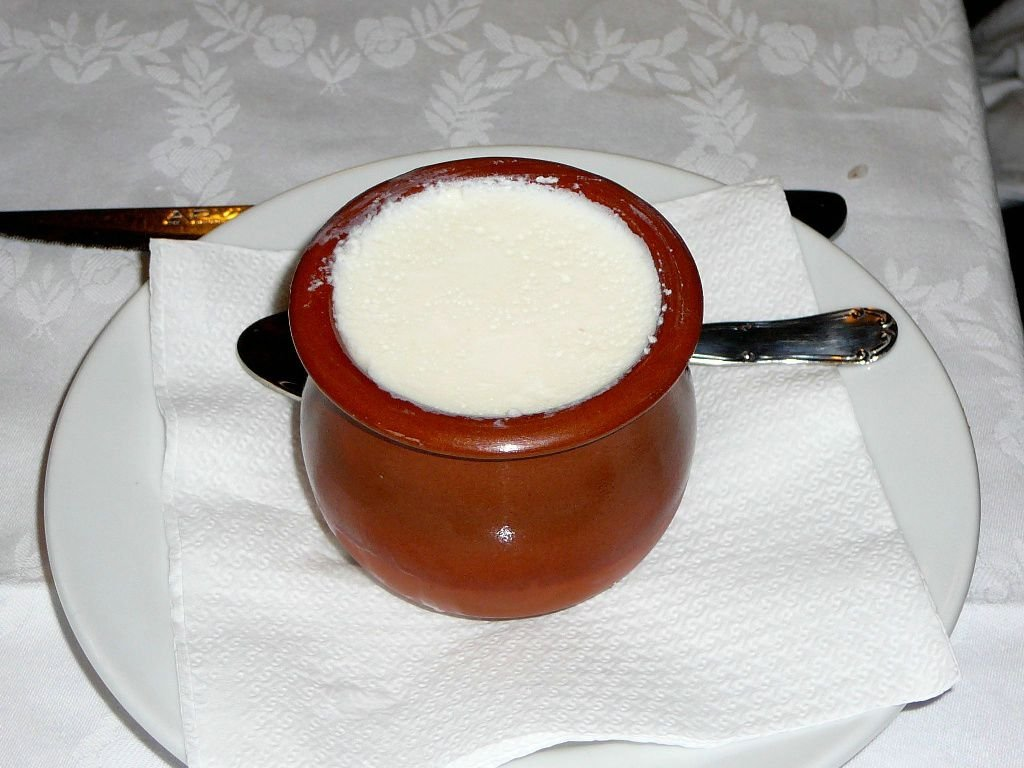
Una cuajada servida en su tradicional vaso de cerámica.

Existen preparaciones en forma de sopa, como pueden ser la sopa estellesa (que lleva manteca de cerdo, arroz y leche), la sopa de cangrejos y la de pastor y ribereña. Con legumbres son muy populares las pochas con chorizo de Pamplona o incluso con jamón tierno, el pisto de Tafalla, los cardos a la navarra o 'las alubias coloradas del Baztán'. En el terreno de los postres es posible encontrar las cuajadas, el arroz con leche del Baztán y las tortas de chanchigorri.

## Bebidas
El vino es la bebida que principalmente se identifica con la gastronomía navarra, debido a su producción vitivinícola. En segundo lugar es muy conocida la producción de pacharán (aguardiente/licor macerado con las bayas del endrino (prunus_spinosa).

### Vinos

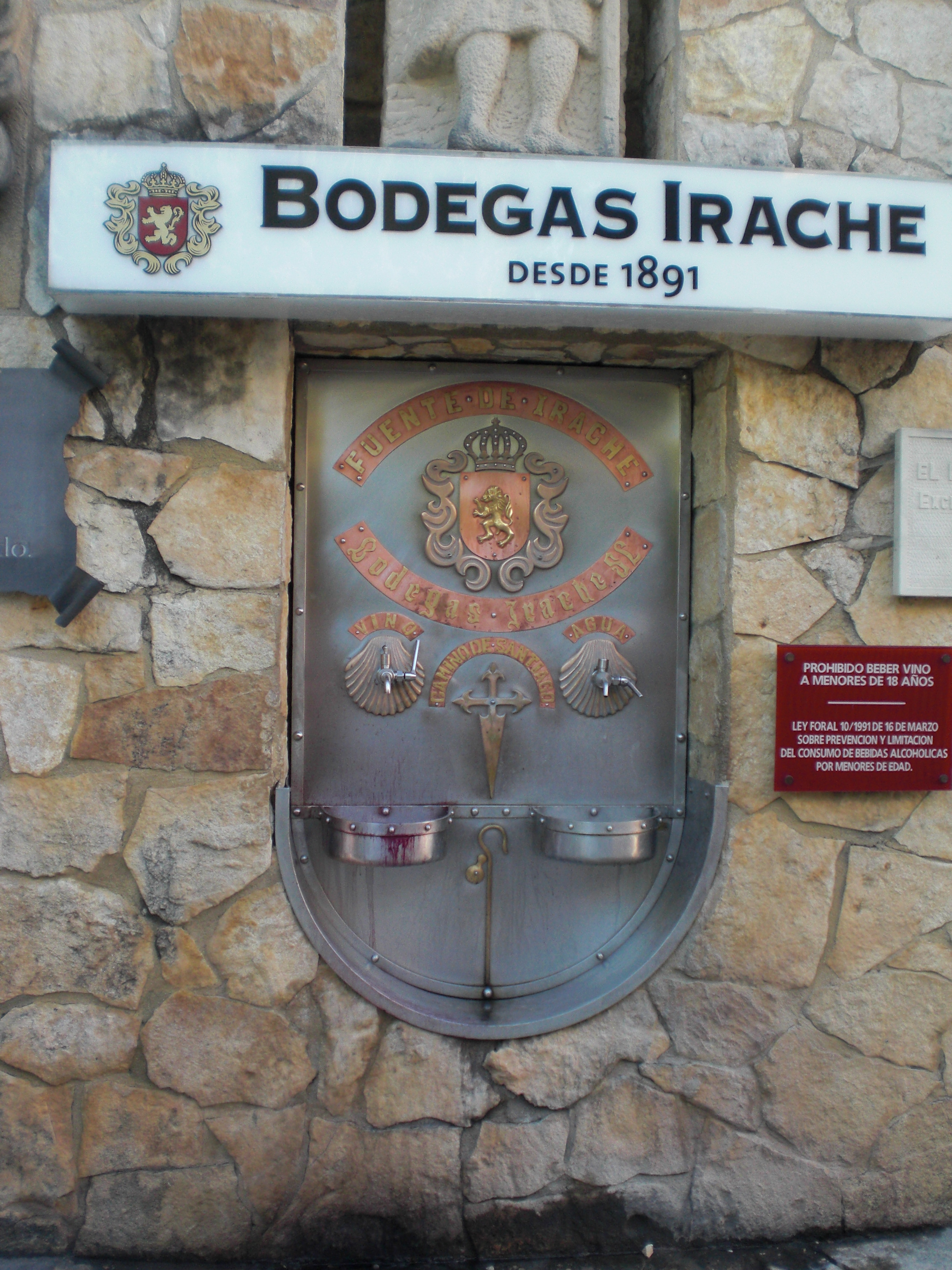
La fuente del vino de Bodegas Irache.

Navarra es una zona de producción vitivinícola con denominación de origen (DO) que se extiende desde el sur de la capital de la Comunidad Foral de Navarra (España), Pamplona, hasta la cuenca del río Ebro dentro de esta comunidad foral. En la Denominación de Origen Navarra se contabilizan cinco subzonas vitivinícolas diferenciadas entre sí por circunstancias de clima y suelo: Tierra Estella, Valdizarbe, Baja Montaña, Ribera alta y Ribera Baja.
Predomina en la producción la uva garnacha. El consejo de regulación considera cinco variedades tintas. En Navarra se produce en gran cantidad vinos rosados, y a raíz de este incremento producción se ha venido caracterizando el vino navarro.

### Patxarán
Este licor se elabora con los endrinos existentes en los bosques navarros, existiendo igualmente un cultivo especial. El endrino crece en zonas de hayedo, robledal, quejigal y, ocasionalmente, de encinares en los que el endrino forma parte habitual de sotobosques y matorrales (espinares y zarzales). Es, por lo tanto, abundante en toda la zona media de Navarra. Las características de elaboración este licor quedan bajo las denominaciones y selección que realiza el Consejo de la Denominación Específica Pacharán Navarro. El licor se suele tomar como un digestivo tras las comidas, servido generalmente en copas.

## Costumbres gastronómicas
Es habitual encontrar en la sociedad navarra algunas costumbres culinarias específicas que les caracterizan. Las costumbres tratan reunir elementos de la sociedad en lugares públicos, en el caso de los txokos se trata de congregaciones en las que la gastronomía es el hilo conductor de una reunión de amigos. En el caso de los pintxos se trata de una muestra de cocina festiva en los núcleos urbanos, como en el caso de Pamplona y de festividades como los encierros de San Fermín. En la comunidad foral existen además numerosas celebraciones culinarias dedicadas a uno o varios productos culinarios, a preparaciones específicas. 

### Las sociedades gastronómicas navarras
Los txokos (o sociedades gastronómicas) cumplen la función de congregar a los navarros para cocinar y comer juntos en sociedad. Estas sociedades gastronómicas iniciaron su andadura a principios del siglo XX, en la ciudad de San Sebastián. En el País Vasco hay diversas sociedades gastronómicas, y en la Comunidad Foral de Navarra la tradición está igualmente arraigada. Se calcula que unos 25.000 navarros pertenecen a algunas sociedades gastronómicas de la Comunidad. La presencia de mujeres alcanza solo a un 20% aproximadamente de los miembros de las sociedades. Este hecho es un reflejo del espíritu que imperaba en las primeras sociedades gastronómicas, fundadas como espacio exclusivo masculino para escapar del matriarcado existente en el ámbito doméstico. Así, en los estatutos de muchos de los txokos de principios del siglo XX se solicitaba que los socios fueran personas mayores de 21 años, sin hacer referencia al género. Por darse por supuesto que debían ser varones. Algunas sociedades cuando las mujeres empezaron a solicitar su ingreso cambiaron los estatutos para poder impedirlo.
Las sociedades gastronómicas nacieron con gran ímpetu y han ido proliferando a lo largo del pasado siglo XX. Estas sociedades comparten muchas características. Por ejemplo, se realizan votaciones para decidir si se admiten nuevos socios cuando quedan plazas vacantes, y en ocasiones basta un solo voto en contra para denegar una solicitud de ingreso. Los socios pagan una cuota mensual y pueden acudir acompañados de amigos. Se establecen turnos para cocinar, y de esta forma cada uno prepara el plato en el que es más experto. Asimismo, aunque sus miembros pueden proceder de los estratos sociales más diversos, el trato igualitario y democrático es el que impera cuando los socios se reúnen delante de un buen plato. El acto de comer surge espontáneamente en Navarra, cualquier excusa es buena para quedar en una fonda o un restaurante y degustar sus platos. Dos son los soportes que históricamente han sustentado la cocina navarra. Por un lado, su parentesco con la 'gastronomía vasca' y, por otro, su vínculo con la 'cocina meridional francesa'.

## Personajes ilustres en la gastronomía de Navarra

### Leandro Gil
Premio Cocinero Revelación 2018 Madrid Fusión, 1 Estrella Michelín, 3 Soles Repsol.

### David Yarnoz
Premio Cocinero Revelación 2004 Madrid Fusión, 2 Estrella Michelín, 2 Sol Repsol.

### Pilar Idoate
1 Estrella Michelín, 1 Sol Repsol.

### Koldo Rodero
1 Estrella Michelín, 2 Sol Repsol.